# 赤星たみこ
赤星たみこ（あかぼし たみこ、1957年5月6日 - ）は、日本の漫画家、エッセイスト。宮崎県日之影町出身。夫はイラストレーターの新野啓一。

## 経歴
東京デザイナー学院在学中から森永真理のアシスタントを務める。1979年に講談社の少女漫画雑誌『mimi』でギャグ漫画家としてデビュー。1987年より「漫画アクション」で連載した「恋はいつもアマンドピンク」は映画化・ドラマ化された。
エッセイ漫画も多く手がけており、1997年に子宮がんを患い子宮と卵巣を手術で摘出した経験から子宮がんの闘病記やエコロジーをテーマとした作品も発表している。
地元の宮崎県への愛郷心が強く、高千穂あまてらす鉄道の取締役を務めていたことがあった。

## 作品リスト

### 漫画
巻数表示のないものは単巻
- タラッタ☆ポン（講談社） - デビュー作
- えぐりのあなたのナニをえぐっちゃう
  - 続・えぐりのあなたのナニをえぐっちゃう
- コロッケ通信（講談社）
- エリコ（講談社）
- 恋はいつもアマンドピンク（双葉社）全5巻（1988年に映画化・テレビドラマ化、2001年に新装版3冊および番外編として1冊発行）
- エクレア気分（光文社）全4巻（新装愛蔵版：上下巻）

1995年、『我慢できない!』（関西テレビ制作）というタイトルでドラマ化
- 恋の街東京（双葉社）全2巻（1989年、双葉社）

1989年にテレビドラマ化（TBS制作、ドラマチック22）
- なかよし（双葉社）全2巻

1990年に単発ドラマとしてテレビドラマ化（TBS制作、ドラマチック22、1990年3月『なかよし』、1990年12月『なかよし2　恋の手ほどき』）、1995年に『とっても母娘』（TBS制作、花王 愛の劇場）のタイトルでテレビドラマ化。
- キス・ミー（双葉社）全3巻
  - NEW キス・ミー（双葉社）全2巻

1998年に『パパ・レンタル中』（TBS制作、花王 愛の劇場）のタイトルでテレビドラマ化
- MADE IN 桜新町（双葉社）
- 花束（双葉社）
- 愛の奇跡（講談社）
- あなたにあげる（ぶんか社）
- くるくるピッ（祥伝社）
- 別れたら好きな人（双葉社）全2巻

1999年にテレビ東京でテレビドラマ化。

### エッセイ関連作品
- でがらしTV（ヒット出版）
- 赤星たみこ、わたしは趣味のエコロジスト（メディアファクトリー）※共著：室田武
- ねこのはなし（朝日ソノラマ）
- はいッガンの赤星です（扶桑社）
  - はいッガンを治した赤星です（扶桑社）
- ゴミを出さない暮らしのコツ（大和書房）
- 赤星たみこの美人道（白泉社）
- 美人になるツボ教えます（秋田書店）
- 気持ちよく暮らす簡単家事生活（青春出版社）
- エコロなココロ（大和書房）
- きれいに暮らす簡単石けん生活（青春出版社）
- ミネラル豆乳ダイエット（小学館）
- グランマ!もっと身体美人（創美社）
  - グランマ!女を上げる節約術（創美社）
  - グランマ! まんがで読めるおばあちゃんの知恵袋（集英社クリエイティブ）
- 赤星たみこの石けん達人（創美社）
- ダメ犬ちゃん夫のしつけ37のルール（すばる舎）
- もったいない事典（小学館）
- 美女の壺（創美社）
- もったいないぞ!（毎日新聞社）
- 赤星たみこのがん安心講座（エビデンス社）
- 赤星生活（講談社）

### イラスト等担当作品
- 世紀末男女コレクション（二見書房）※文章：麻生香太郎
- ハナマル8分中華（角川・エス・エス・コミュニケーションズ）
- メチャウマ200円中華（角川・エス・エス・コミュニケーションズ）
- ひと味かえて本格家庭中華（ヒット出版）上下巻　※監修：周富徳
- 平成夫婦茶腕ビックリ節約マニュアル50（日本テレビ）
- 思わずニヤリ。「チョット知的な」ことわざ学（技術評論社）※監修：塩田丸男
- 服部幸應の食育アドバイスQ&A（家の光協会）※監修：服部幸應
- 朝のヨガ（ビジネス社）※監修：森川那智子
- 夜のヨガ（ビジネス社）※監修：森川那智子